# Manfred Stolpe
Manfred Stolpe (né à Stettin le 16 mai 1936 et mort à Potsdam le 29 décembre 2019) est un homme politique allemand membre du Parti social-démocrate d'Allemagne (SPD).
À l'époque de la RDA, il s'implique dans les églises protestantes et occupe divers postes à responsabilités dans les instances et structures qui les fédère. En 1990, à quelques mois de la réunification, il rejoint le SPD.
Il en conduit la campagne aux élections régionales de 1990 dans le Brandebourg. Arrivé en tête, il négocie la constitution de la première « coalition en feu tricolore » avec le FDP et la B90. Il est alors le seul social-démocrate à diriger un Land de l'ancienne RDA. Le scrutin de 1994 lui permet d'obtenir une majorité absolue pour son seul parti. Toutefois, à l'issue de l'élection de 1999, il doit se résoudre à former une « grande coalition » avec la CDU.
Il démissionne en 2002, à la suite de dissensions au sein de sa majorité. Quatre mois plus tard, il devient ministre fédéral des Transports et des Travaux publics. À l'issue de son mandat, en 2005, il quitte la vie politique.

## Biographie

### Un activiste religieux en RDA
Né à Stettin, alors en Allemagne, Manfred Stolpe étudie le droit à l'université d'Iéna entre 1955 et 1959. À l'issue de ce cursus, il passe deux ans à l'université libre de Berlin (FUB) en tant qu'étudiant invité.
Parallèlement, il devient actif au sein de l'Église protestante de Berlin-Brandebourg, et plus généralement au sein des organisations protestantes. Ainsi, il dirige le secrétariat de la conférences des organes directeurs des églises protestantes (GEK) de la République démocratique allemande (RDA) entre 1962 et 1969.

### Un cadre de la BEK
Cette année-là, Manfred Stolpe est choisi pour prendre la direction du secrétariat de la Fédération des églises protestantes (BEK) de la RDA et l'occupe jusqu'en 1981.
Retenu en janvier 1982 pour présider le consistoire de l'Église protestante de Berlin-Brandebourg dans sa partie orientale, il est choisi en même temps pour occuper l'un des deux postes de vice-président de la BEK.
Il renonce à cette fonction en 1989, et à présider le consistoire l'année d'après.

### La réunification et les débuts en politique
Manfred Stolpe s'engage en politique en juillet 1990 et adhère au Parti social-démocrate d'Allemagne (SPD), à quelques semaines seulement de la réunification allemande. Il est ensuite choisi par sa formation comme chef de file pour les élections législatives régionales du 3 octobre 1990 dans le nouveau Land du Brandebourg.

### Ministre-président du Brandebourg

#### La première «coalition en feu tricolore»

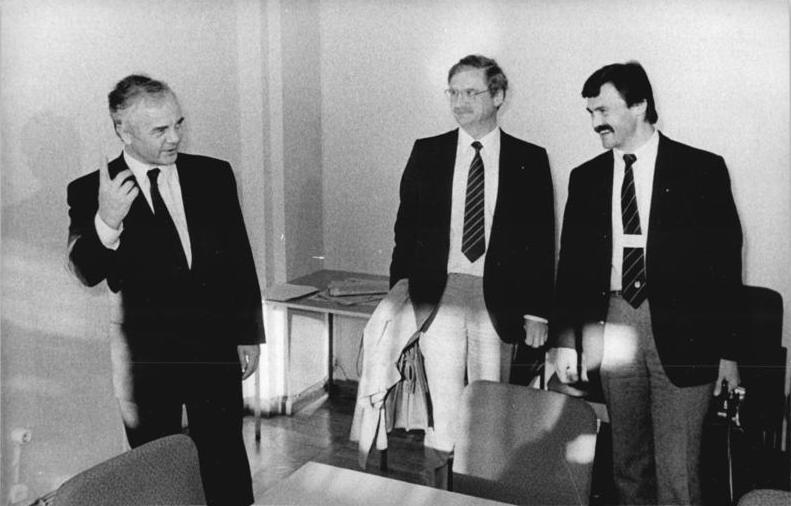
Manfred Stolpe avec les cadres du FDP à l'issue des négociations de coalition.

Le jour du scrutin, le SPD arrive en tête avec 38,2 % des voix. Le Brandebourg est alors le seul Land de l'ancienne Allemagne de l'Est qui donne la victoire – relative – à un parti de gauche. Il s'agit en outre du meilleur résultat enregistré par les sociaux-démocrates au cours de cette journée.
Comptant 36 députés sur 88 au Landtag, il rejette une « grande coalition » avec l'Union chrétienne-démocrate d'Allemagne (CDU), qui dispose de 27 élus. Il choisit de se rapprocher simultanément du Parti libéral-démocrate (FDP) et de l'Alliance 90 (B90), chacun titulaire de 6 sièges, afin de constituer la première « coalition en feu tricolore » de l'histoire allemande.
Les négociations sont concluantes et le 1er novembre, Manfred Stolpe est investi à 54 ans ministre-président de Brandebourg. Dans son premier gouvernement siègent notamment Walter Hirche, ministre de l'Économie, précédemment titulaire de cette fonction dans le Land voisin de Basse-Saxe, et Matthias Platzeck, ministre de l'Environnement et ancien ministre sans portefeuille du cabinet Modrow.
À l'occasion du 25e congrès fédéral du SPD, organisé à Brême en mai 1991, il intègre le comité directeur.

#### Cinq ans de majorité absolue
À nouveau candidat lors des élections du 11 septembre 1994, Manfred Stolpe emmène les sociaux-démocrates à une fulgurante victoire. Avec un résultat de 54,1 %, le SPD s'adjuge une solide majorité absolue de 52 parlementaires sur 88, dont la totalité des 44 sièges à pourvoir au scrutin uninominal majoritaire à un tour. C'est à la fois le meilleur score pour un parti dans ce Land et la seule fois depuis 1990 qu'une formation est majoritaire seule. En conséquence, il est investi pour un nouveau mandat – allongé à cinq ans – le 11 octobre suivant.

#### De la grande coalition à la démission
Le scrutin du 5 septembre 1999 amène un tout autre résultat. Le SPD s'effondre en perdant quinze points. S'il reste le premier parti du Brandebourg, il totalise 39,3 % des suffrages et 37 élus. Afin de se maintenir au pouvoir, Manfred Stolpe décide, contrairement à 1990, de s'associer avec la CDU, renonçant à constituer une « coalition rouge-rouge » avec le Parti du socialisme démocratique (PDS), héritier du parti unique de la RDA. Fort d'une majorité de 62 sièges au Landtag, il entame son troisième mandat le 13 octobre.
En juin 2002, à l'âge de 66 ans, il annonce qu'il compte remettre sa démission au profit de son « dauphin », le bourgmestre de Potsdam et président du SPD du Brandebourg Matthias Platzeck, ancienne figure de la B90. Il doit alors démentir que cette démission est la conséquence des conflits internes à sa coalition au sujet de l'immigration, qui l'ont conduit à émettre un vote différent du vice-ministre-président du Land lors d'un scrutin au Conseil fédéral, ou des échecs économiques récemment enregistrés par son gouvernement. Dès le 26 du mois, Platzeck prend sa succession.

### Ministre fédéral des Transports
À peine quatre mois plus tard, le 22 octobre, Manfred Stolpe est nommé ministre fédéral allemand des Transports, des Travaux publics et du Logement dans le cabinet Schröder II. Il est alors perçu comme un « alibi de l'Est », Schröder devant nommer un ministre fédéral originaire de l'ancienne RDA. À l'issue de son mandat, anticipé en novembre 2005, il se retire de la vie politique.

### Mort
Malade d'un cancer depuis 15 ans, Manfred Stolpe meurt dans la nuit du 29 au 30 décembre 2019 à Potsdam, à l'âge de 83 ans. Le ministre-président de Brandebourg Dietmar Woidke parle d'un « jour de profonde tristesse », saluant « un grand homme qui a façonné notre pays comme personne d'autre » et lui attribuant le titre de « père du Brandebourg moderne »,.